# Генрих фон Штретелинген
Генрих фон Штретелинген (нем. Heinrich III von Stretelingen, 1258—1294 гг.) — немецкий миннезингер XIII века.

## Биография
Родился около 1258 года.
Из рода Штретелингенов известно только три Генриха, которые могут претендовать на имя этого миннезингера и больше всего сближается Генрих III, который, возможно был сыном дворянина.
Он был молодым и умер в возрасте около 36 лет.
До сих пор можно увидеть развалины замка Штретелинген, в котором некогда проживал знатный род любителей искусства.

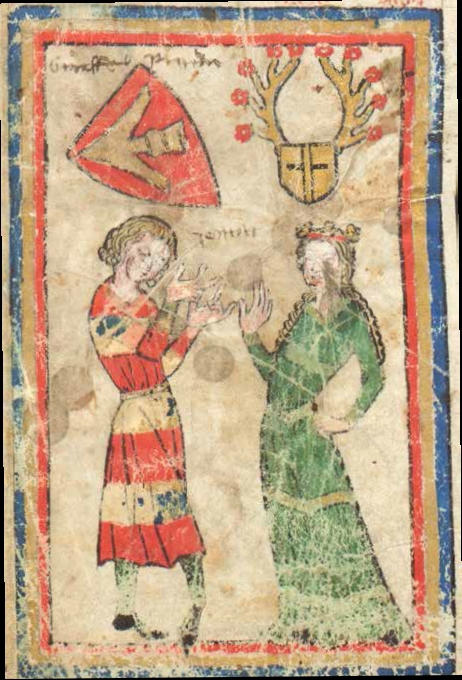
Генрих в рукописи Наглера

## Творчество
Сочинил несколько строф, три из которых записаны в Манесском Кодексе.
Есть ещё одно изображение Генриха, похожее на Манесское, но только в другой рукописи. Интересно знать, что в первом и третьем стихах Генриха фон Штретелингена поётся про то, как поэт выходит из одиночества и находит себе друзей: Соловья и Фрау Минн.

Три песни Генриха из Манесского Кодекса